# Borís Stomakhin
Borís Vladímirovitx Stomakhin (en rus: Борис Владимирович Стомахин) (Moscou, 24 d'agost de 1974), és un activista i polític radical rus, editor del diari "Política radical" ("Радикальная политика"). Va ser condemnat a cinc anys de presó pels càrrecs d'incitació a l'odi ètnic i de fer crides públiques a favor de l'activitat extremista. Aquesta condemna ha estat questionada per organitzacions de protecció dels drets humans com ara ARTICLE 19, Comitè per la Protecció dels Periodistes, i Union of Councils for Soviet Jews.